# 宝寿院行快
宝寿院行快（ほうじゅいん ぎょうかい、元禄8年9月24日〈1695年10月31日〉 - 明和5年10月5日〈1768年11月13日〉）は祇園社（八坂神社）の神官、敦賀藩主酒井忠稠の4男、大老酒井忠勝の曾孫。
宝永2年（1705年）、11歳にして京都祇園社（八坂神社）の宝寿院を継承し、祇園社務執行となる。重要文化財八坂神社文書の主要部分の一つである「祇園社記」を編纂したことで知られる。

## 出自と経歴
元禄8年（1695年）9月24日生。幼名は季麿。宝永2年（1705年）、祇園社（八坂神社）の宝寿院を継承。俗体（児姿）にて祇園執行となる。宝永3年（1706年）、妙法院宮尭延法親王（霊元天皇皇子、東山天皇弟）を戒師として出家得度、「行快」を名乗る。正徳2年（1712年）、幕府より祇園新地六町（祇園内六町）の開発を許可され、これが今につながる花街としての祇園町の形成における大きな転機となる。明和5年（1768年）10月5日、74歳で卒去。俊峰院と贈られている。 
祇園執行家である宝寿院は原則として血統による世襲相続をおこなってきたが、行快は例外的に養子として入家している。行快が譜代大名の名門である酒井家から次期宝寿院として祇園社に迎えられた理由は不明とされる。

## 祇園社記の編纂
行快の最大の功績とされる事績は、重要文化財「八坂神社記録」に収載されている「祇園社記」（「祇園社記」、「祇園社記御神領部」、「祇園社記雑纂」、「祇園社記続録」の4部、計六十余巻）の編纂であり、これにより現在は逸失してしまった八坂神社の古記録の内容を知ることができることから、その功績は多大であったものと評価されている。
なお、実際の編纂作業には宝寿院の累代の家臣である社代家の山本憲陰（山本主馬）が大きく貢献したことが研究により明らかになっている。山本憲陰の墓碑銘には祇園社記について、その編纂の任にあたった事績と共に「行快公に代わりて之に序す」と記されており、行快名義の序文も実際には山本憲陰の代筆であったとされる。山本憲陰は玉木正英（葦斎）の弟子として垂加神道継承の正統と目された人物であり、玉木正英から若林強斎への神道伝授にも大きな役割を果たしていた。

## 祇園内六町の開発

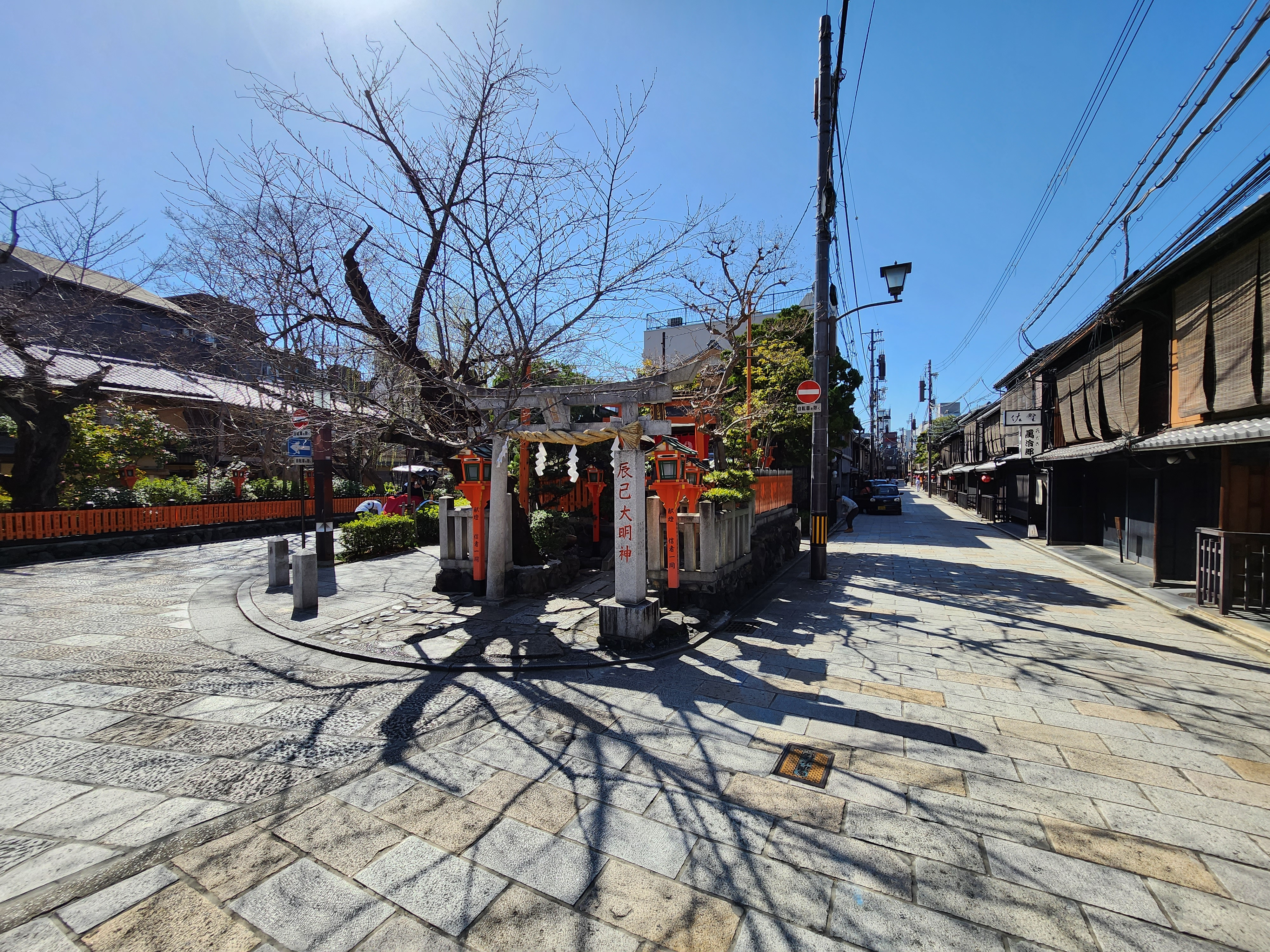
元吉町（祇園内六町のひとつ）。祇園社による開発以前は田畠だった。

祇園における花街の中心地のひとつである「祇園内六町」（元吉町・橋本町・林下町・末吉町・清本町・富永町、「祇園新地六町」ともいう）は、行快の時代の祇園社が開発主体となって幕府からその開発許可を取得し、市街地化がなされている。もともと現在の「祇園内六町」の地は「広小路」と呼ばれる田畠地であり、神聖な領域として江戸幕府によって開発が長年禁じられていた。しかし、行快の入家の2年後の宝永4年（1707年）、祇園社は行快を先頭に立てて幕府に対しこの地の開発を出願した（その理由は、江戸幕府による援助が打ち切られた祇園社修復費用の拠出のためとされる）。この出願はすぐには実現せず「数年之大願」となっていたが、やがて京都所司代松平信庸（正室は大老酒井忠清の娘）の取り次ぎを経て将軍（徳川家宣）の上聞に達し、破格の措置（「格別之儀」）として許可されたことが、正徳2年6月6日、行快に対して通達された。
これにより、「祇園内六町」が誕生し、享保16年（1731年）にはその家数は154軒（借家711軒）となり、祇園社境内地で最大規模の町家領域となった。これらの新地開発の出願から屋敷の売り出しに至る開発は、全て行快を社務執行として戴く祇園社みずからの手でおこなわれている。この祇園内六町はほどなく花街となったため、今日に至る祇園の花街形成の大きな源流のひとつとなった。

## その他の事績

### 大名家・酒井家との関係
酒井忠菊（敦賀藩主）および徳川吉宗政権下で江戸幕府老中を務めた酒井忠音（小浜藩主）は行快の兄にあたる。また、酒井忠恭（播磨姫路藩主）、京都所司代を務めた酒井忠用（小浜藩主）、および酒井忠香（敦賀藩主）は行快の甥にあたる。特に、徳川家重政権初期に幕府老中首座を務めた酒井忠恭は行快と親しかったらしく、大坂城代であった時代の忠恭からは行快に対し、「御手前様、私儀は御心安キ事ニ御座候得者、何分ニも思召叶候様ニと存じ候」などと親しく伝えられているほか、忠恭自身が祇園社に参詣し、行快およびその家族と面談している。
このように行快は酒井家の一門として遇され、江戸に下向した際には敦賀藩および小浜藩の酒井家の藩屋敷を宿所として使用している。
出身家である酒井家はもちろん、水戸徳川家の徳川綱條や丹波篠山藩主・松平信岑その他、多くの諸大名と幅広い交友があった。
徳川将軍の代替りにおいては、譜代大名である小浜藩酒井家に准じて江戸城の帝鑑間に伺候し、徳川家宣、家継、吉宗、家重、家治の歴代の新将軍に御目見得して一束一巻（杉原和紙と扇子）および祈祷の巻数を献上し、将軍からは時服を下賜されている。
しかし、このような大名家の一員としての体面を保つ交際のために必要な費用が宝寿院家の経済を圧迫した一因ともなったと推測されている。

### 山本隼人退役一件
宝暦3年（1753年）4月、行快は前述の山本憲陰の弟であり、山本家の当主であった山本憲守（山本隼人）らを退役処分とする。これに対し、山本憲守らが奉行所に出訴し、相論となる。一度は和談が成立し、山本隼人は退役し、その子、山本主計に山本家の相続を許すものとされるが、最終的には宝暦10年に、山本隼人の一時的な復帰が認められることにより相論は解決する。
この相論の原因として、従来は、垂加神道の正統と目された山本憲陰の影響により神仏習合を廃止し祇園社を純粋神道化しようとした山本隼人一派と、祇園社の守旧勢力として神仏習合の信仰形態を維持しようとした行快の、宗教上の立場の違いに起因するものと説明されてきた。
しかし近時の研究により、相論の前後の経緯を鑑みれば、むしろ祇園社内における公金管理の慣行を行快が変更しようとしたことが争論の出発点であり、大名家の一員としての体面を保つために多額の出費を必要とした行快に対し、旧来からの公金管理の方法を守ろうとした山本家の抵抗という図式の争論であったことが明らかにされている。
この争論の際、行快の三人の甥、すなわち敦賀藩主・酒井忠香、小浜藩主・酒井忠用、姫路藩主・酒井忠恭は、いずれも行快の措置を「過分」として、行快に敵対した山本隼人を支持し、一度は叔父である行快に対して「通路無用」の申し渡しをした。これによって酒井家一門としての体面を保てなくなることを危惧した行快は、宝暦10年に山本隼人の退役を取り消すことになった。
これら酒井家の大名たちが、叔父の行快ではなく、宝寿院の家来筋である山本隼人を支持した理由は明らかではないが、小浜藩の藩儒であった山口春水や、同藩から賓師として迎えられた西依成斎の師である若林強斎の神道伝授を山本隼人の兄である憲陰が主導したことにより、儒学、神道を通じて小浜藩酒井家と山本家の関係が近かった点が原因として指摘されている。

### 青蓮院と妙法院の争論
行快は妙法院宮尭延法親王を戒師として得度した。しかし、行快以前の宝寿院当主は青蓮院宮を戒師とする慣習であったことから、このことが後年、宝寿院の戒師となる地位をめぐる青蓮院と妙法院の両門跡間の紛争の火種となった。幕末の宝寿院当主、尊福（豊丸）の得度の際、青蓮院側は、祇園執行の戒師となることが准三后尊真法親王の遺命（「故准后宮従来思召」）であることを盾に尊真法親王の霊前での得度を強行したが（宝寿院尊福としても、徳川家慶の将軍就任御目見得のために出家得度を急ぐ必要があった）、これに対し妙法院側は妙法院宮教仁法親王が戒師となるべきと主張し、これができなければ教仁が天台座主となるにあたって「御身分御不徳」、「御恥辱」であると非難して妙法院にて宝寿院の得度をやり直すことを主張するなど、両宮門跡の宗教的権威をめぐる争論に発展した。
この争論は、関白鷹司政通が仲裁案を策定するなど朝廷中枢を巻き込んだ応酬の結果、以後の祇園執行は青蓮院、妙法院の両方の宮門跡を事実上の戒師とすることで決着した。

## 系譜
- 正室：晴雲院 - 芝村藩主・織田長清の娘。
- 後室：智光院 - 麻田藩主・青木重矩の娘（「新修寛政重修諸家譜」）。
  - 嫡男：宝寿院行顕 - 伯方藩主・渡辺基綱の娘を正室とし、祇園執行職を継承した。
  - 次男：水谷勝久 - 水谷家（もと備中松山藩主であったが無嗣断絶により3500石の大身旗本となった）の娘を内室として婿養子となり、水谷家を継承。江戸城西丸書院番。